# RIK 2
RIK 2 e телевизионен канал в Кипър, собственост на Cyprus Broadcasting Corporation. Създаден е през 1992 г. Според AGB Nielsen Media Research през последната седмица на 2023 г. RIK 2 има 1,2% гледаемост сред аудиторията в Кипър, най-слабо гледаният телевизионен канал в Кипър сред шестте местни цифрови ефирни телевизии, като делът му на гледаемост е по-малък от този на ERT World (достъпен по ефир в Кипър).

## История
Стартира през март 1992 г. и става вторият телевизионен канал в Кипър, месец след него стартира частния канал O Logos. Съдържанието му през 90-те години на XX век включва латиноамерикански теленовели и американски сапунени сериали като „Дързост и красота“, който се излъчва и към 2005 г.